# Haslev Privatskole
Haslev Privatskole er en dansk privatskole beliggende i Haslev, hvis historik går tilbage til 1973, men har eksisteret i sin nuværende skikkelse siden juli 2000.
Skolen har to spor fra børnehaveklasse til og med 9. klasse og afslutter med Folkeskolens Afgangsprøve. Skolen har desuden førskoleklasser med start 1. februar.
Skolen er vokset kraftigt de sidste år, og har nået et elevtal på ca. 430 elever.
Til skolen er der tilknyttet en SFO og en klubordning med morgen- og eftermiddagsåbent samt en nøglehulsmærket kantine